# Paul Engelmann
Paul Engelmann (Olomouc, 14 giugno 1891 – Tel Aviv, 5 febbraio 1965) è stato un architetto austriaco, allievo di Adolf Loos.
È noto anche per essere stato uno degli amici più intimi del filosofo Ludwig Wittgenstein, con il quale negli anni 1920 collaborò alla progettazione e alla realizzazione della casa Wittgenstein a Vienna.

## Biografia
Paul era il primogenito di Max Engelmann ed Ernestine (nata Brecher); entrambi ebrei, l'uno era un commerciante, l'altra proveniva da una famiglia di intellettuali di spessore. Paul Engelmann nacque nel 1891 a Olmütz, in Moravia (oggi Olomouc, in Repubblica Ceca), dove trascorse anche la maggior parte della sua infanzia e giovinezza, frequentandovi il ginnasio fino al quarto anno; una malattia ai polmoni lo costrinse in seguito a prendere lezioni private e a trascorrere alcuni periodi in sanatorio. Concluso il ginnasio con l'esame finale nel 1910, nello stesso anno egli si trasferì a Vienna per frequentare la Technische Hochschule, ossia il politecnico. Nel 1912, sempre a Vienna, egli iniziò a frequentare la scuola di architettura fondata poco tempo prima da Adolf Loos.
Engelmann servì nell'esercito austro-ungarico durante la prima guerra mondiale. Dopo aver fatto ritorno a Olmütz in seguito al congedo, nel 1916 egli fece la conoscenza di Ludwig Wittgenstein, che si era recato proprio a Olmütz per ricevere l'addestramento da ufficiale e a cui Loos, che egli pure conosceva, aveva consigliato di entrare in contatto con il suo ex-allievo. Le lunghe conversazioni con Engelmann furono di grande importanza per Wittgenstein nel graduale processo di elaborazione di quelle idee filosofiche che sarebbero confluite nell'esposizione sistematica del Tractatus logico-philosophicus.
Dopo la guerra Engelmann lavorò con Loos a diversi progetti architettonici, tra cui quello per il castello del principe Sapieha in Polonia e quello per lo Haus Konstandt a Olmütz. A partire dal 1921 egli avrebbe proseguito la sua attività di architetto in proprio, abbandonando le collaborazioni con Loos, in modo da poter dedicare più tempo agli altri suoi interessi, la poesia, la filosofia e la psicologia. Nel 1924 pubblicò il "poema drammatico" Orpheus. Dramatisches Gedicht. A partire dagli anni 1920 lavorò anche a più riprese su un'opera intitolata Psychologie graphisch dargestellt ("La psicologia presentata graficamente"), che avrebbe terminato solo nel 1946.
Nel frattempo, nel 1919, egli si era avvicinato al movimento sionista, e tra il 1923 e il 1925, a Olmütz, fece attivamente parte dell'organizzazione sionista Blau-Weiß ("Blu-bianco", dai colori del talled, in seguito ripresi dalla bandiera di Israele). Avrebbe in seguito parlato con Wittgenstein della sua intenzione di trasferirsi in Palestina.

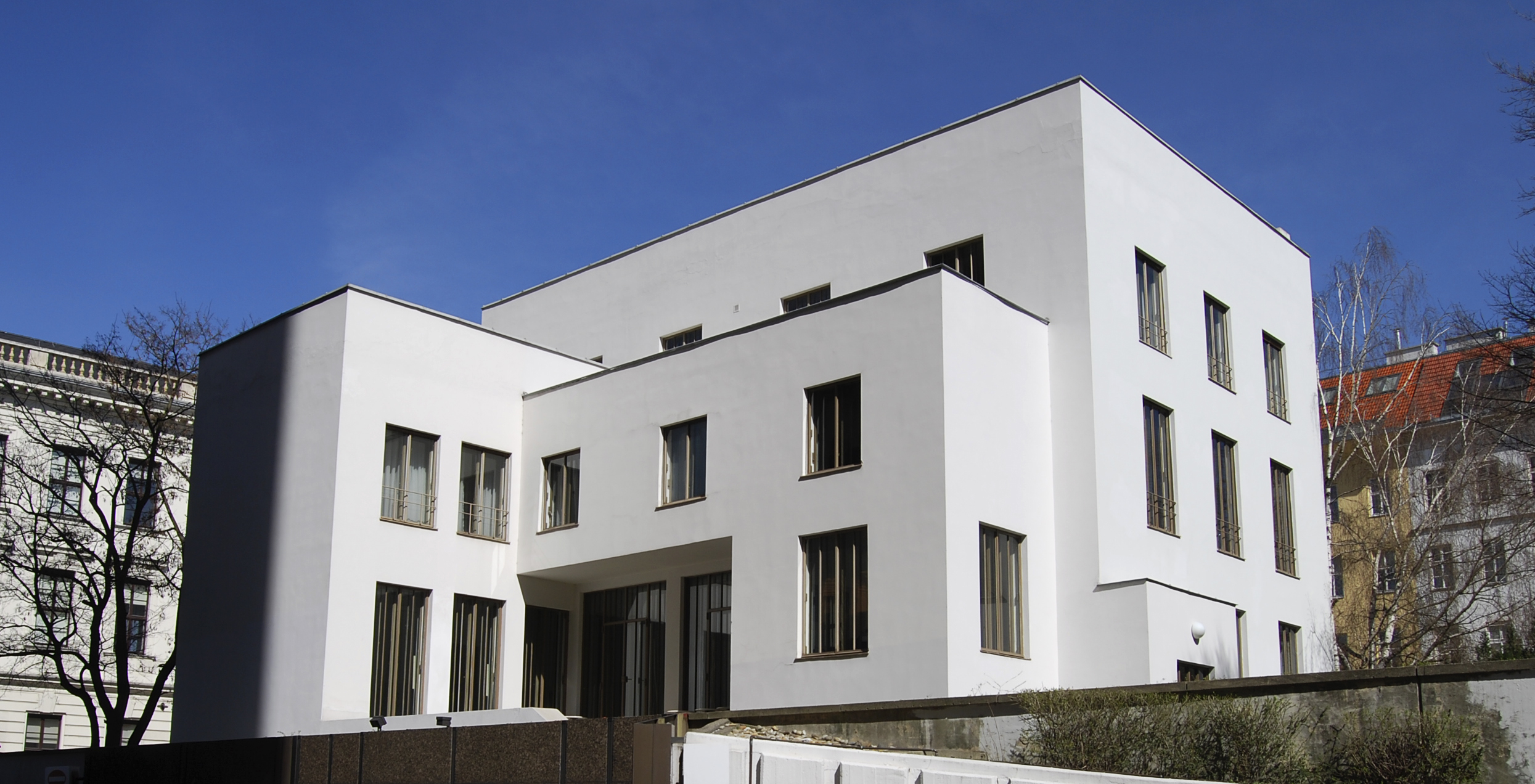
La casa Wittgenstein a Vienna.

Nel 1925 Engelmann entrò in contatto con una delle sorelle di Wittgenstein, Margarethe (o, da sposata, Margaret Stonborough), in vista della costruzione di una casa a Vienna. I lavori per la realizzazione di tale edificio, noto come casa Wittgenstein, si svolsero tra il 1926 e il 1928, e coinvolsero attivamente anche Ludwig Wittgenstein. Costui, versato fin dalla giovinezza nei lavori tecnici, fu invitato dalla sorella a dedicarsi al progetto in un momento in cui il suo lavoro di maestro elementare gli stava causando gravi stress. Egli accettò con entusiasmo e diede un contributo sostanziale alla progettazione delle proporzioni e dei volumi della casa oltreché di elementi di impiantistica e arredamento (come i radiatori, le prese di corrente e gli interruttori, le maniglie delle porte, i serramenti).
Negli anni successivi Engelmann continuò a essere attivo come architetto a Vienna, a Olmütz, a Märisch-Ostrau, a Troppau (dove vinse un premio per la realizzazione di un parco pubblico e per una piscina).
Nel 1934 egli si trasferì finalmente in Terra di Israele. Qui visse fino alla morte, lavorando a diversi progetti architettonici tra Haifa e Tel Aviv, mentre svolgeva anche un'attività letteraria ed editoriale, la cui importanza aumentò gradualmente negli ultimi anni della sua vita. Nel 1962 fu tra i cofondatori di una rivista bimestrale, Prozdor, della quale fu anche uno dei redattori e per la quale pubblicò numerosi articoli.

## Morte
Nel 1964 Engelmann fu ricoverato in ospedale a causa di un'infezione; gli antibiotici usati per curarla gli causarono in seguito un attacco di cuore; altre complicazioni legate alla malattia lo portarono alla morte il 5 febbraio 1965 a Tel Aviv.